# نزار عوض الله
نزار محمَّد عوض الله فلسطيني وعضو المكتب السياسي لحركة حماس من مواليد قطاع غزة عام 1957، ويعود أصله إلى قرية حمامة قضاء المجدل، نشأ في بيئة محافظة وكان أبوه عالما من علماء الأزهر الشريف بمصر، وهو متزوّج وله ستة أبناء وحاصل على بكالوريوس هندسة مدنية من جامعة عين شمس في القاهرة 1981.

## النشاط النقابي والمؤسساتي
- أمين سر المجمّع الإسلامي (1982 – 2000).
- رافق الشيخ أحمد ياسين كأمين للسر في مدَّة عمله في المجمع.
- رئيس نادي المجمع الإسلامي (1985 – 1997).
- عضو نقابة المهندسين.
- اعتقل 6 سنوات (1989 – 1995) كمسؤول عن تنظيم المجاهدين الفلسطينيين في حركة حماس.
- تدرَّج في مناصب عديدة في قيادة حركة حماس، حيث كان عضو القيادة السياسية في الحركة بقطاع غزة، وعضو المكتب السياسي للحركة حالياً (2016)
- كُلف بقيادة حركة حماس بعد فوز الحركة في الانتخابات التشريعية عام 2006م، انتخب عضواً في المكتب السياسي لحركة حماس عام 2009م.
- برز في المحادثات التي أعقبت أسر الجندي الإسرائيلي جلعاد شاليط في غزة، ووصفته وسائل إعلام إسرائيلية بمهندس صفقة تبادل الأسرى بين حماس وإسرائيل عام 2011م.
- قصف الطائرات الإسرائيلية منزله في الحرب الإسرائيلية على غزة عام 2009م، وعام 2014م.[3]